# Triplophysa tenuis
Triplophysa tenuis är en fiskart som först beskrevs av Day, 1877.  Triplophysa tenuis ingår i släktet Triplophysa och familjen grönlingsfiskar. Inga underarter finns listade i Catalogue of Life.